# Kirche St. Stephan (Cumbel)

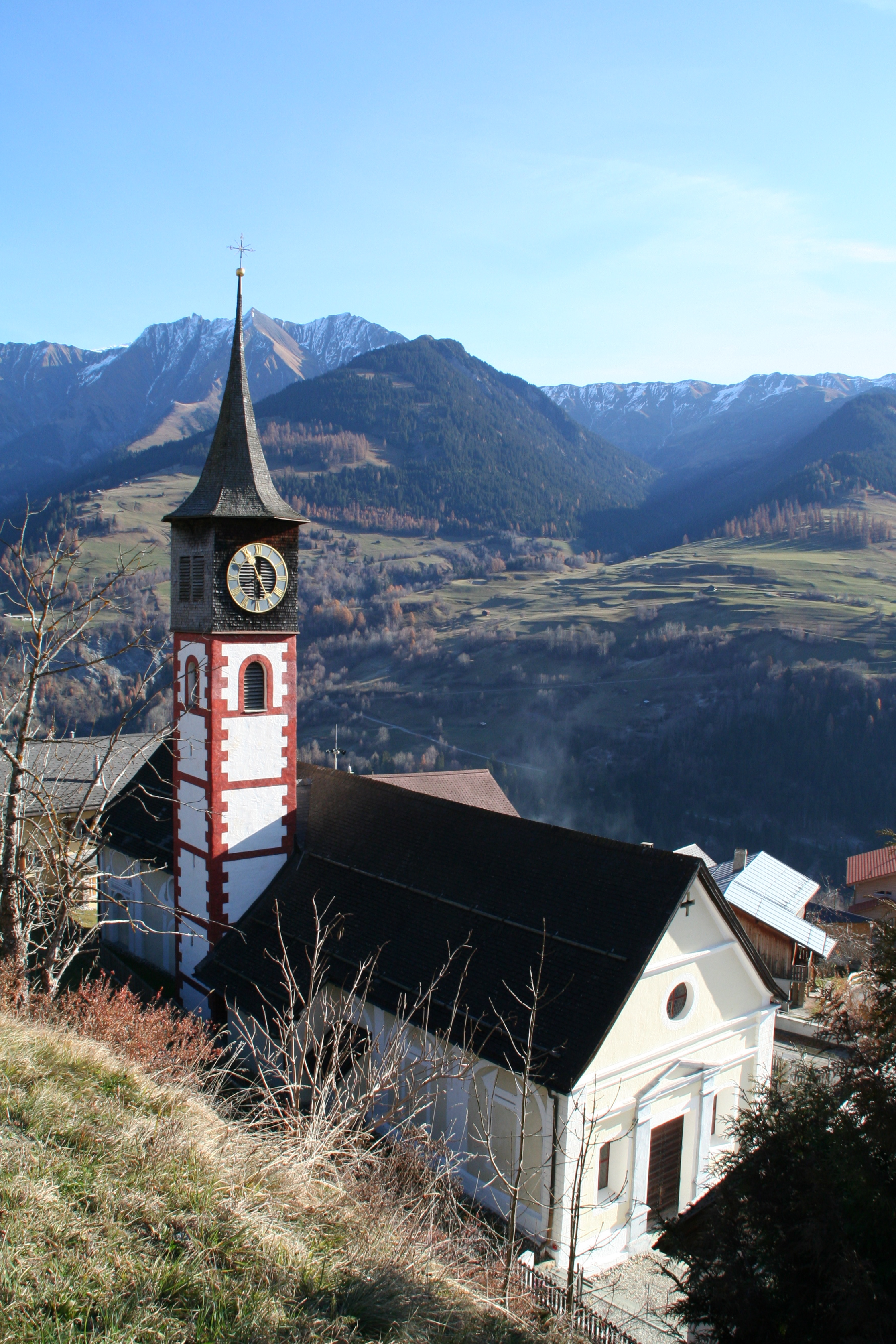
Kirche St. Stephan

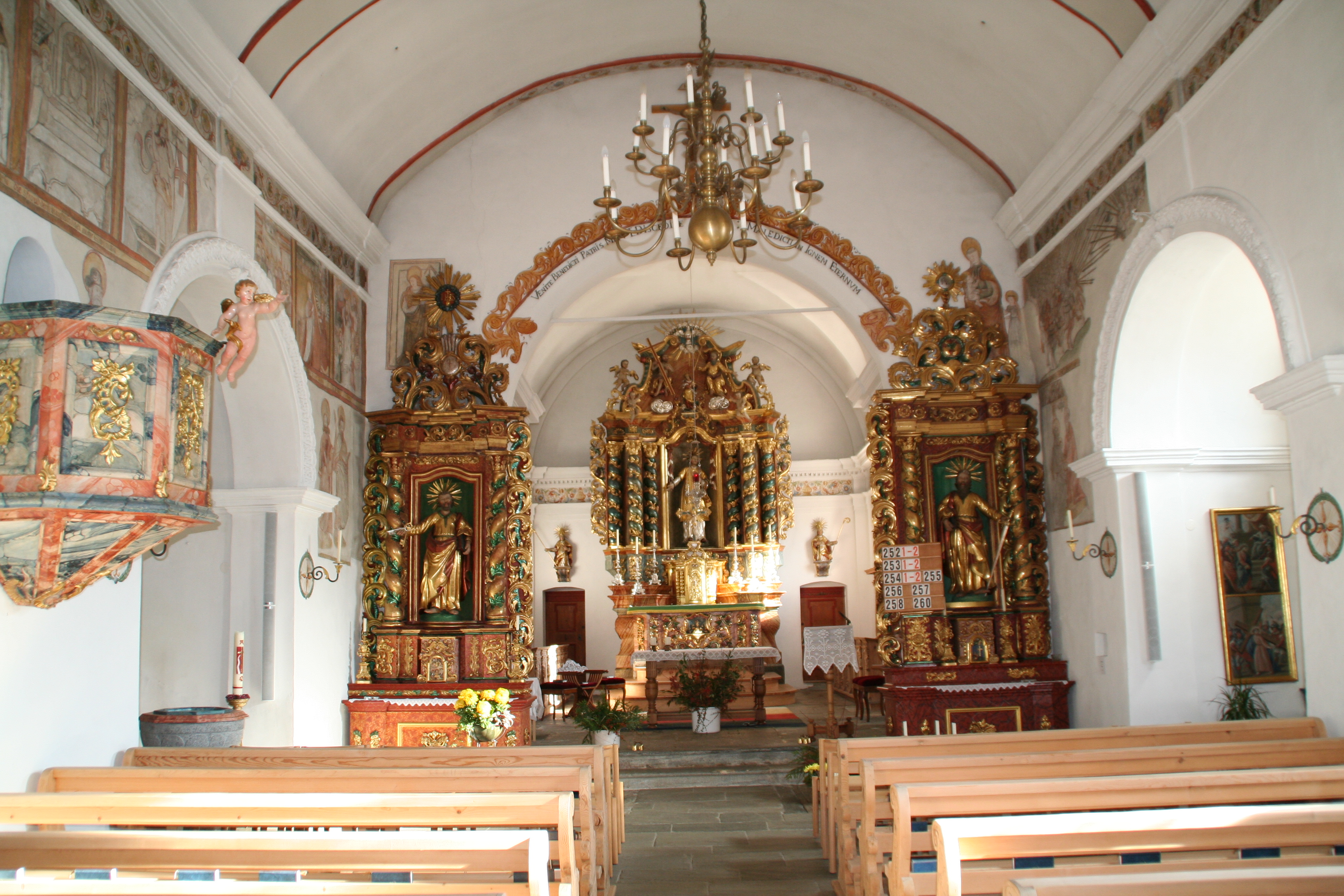
Innenraum

Die Kirche St. Stephan in Cumbel im Val Lumnezia im schweizerischen Kanton Graubünden stammt ursprünglich aus dem frühen 16. Jahrhundert.

## Geschichte
Zusammen mit römischen Kapuzinerpatres der Rätischen Mission, die sich nach der Reformation für die Wiederherstellung des Katholizismus einsetzten, gelangten auch italienische Architekten und Bauleute in die Bündner Täler; der Bau von prachtvollen Kirchen und Kapellen sollte die katholische Glaubensgemeinschaft stärken. Dem verdankt unter anderem auch Cumbel den barocken Stil der Pfarrkirche St. Stephan.

## Bau

### Äusseres
Der ursprünglich spätgotische Bau aus dem frühen 16. Jahrhundert wurde Ende des 17. Jahrhunderts unter der Federführung der katholischen Patres teilweise niedergelegt und durch einen weiteren Chores und einer Sakristei verlängert. Der alte spätgotische Chor wurde dadurch zum Vorchor des quadratischen Barockchors. Das alte Schiff war gleich breit wie das neue, aber nur circa 11 Meter lang. Die Sakristei ist nach italienischer Art an den Chorschluss angebaut. Schiff und Chor sind mit einem Tonnengewölbe gedeckt.
1689 entstanden an den Aussenmauern auch die sonst in der Region ungewohnten Sgraffiti mit frühbarocken Architekturmotiven. Bis auf die Süd- und Ostwand wurden sie 1907 übertüncht, aber 1998 anlässlich einer Aussenrenovation wieder hervorgeholt.
Der Turm steht an der Nordseite. Der untere Teil ist gemauert, der obere Teil gezimmert. Der mit Holzschindeln gedeckte Spitzhelm ist neueren Datums.

### Inneres
Die freigelegten Wandmalereien im Kirchenschiff stammen vermutlich vom Davoser Hans Ardüser. Sie zeigen rechts Reste einer Anbetung und eines Schlachtengemäldes, links zehn Szenen aus dem Leben Mariens, darunter Reste einer Apostelreihe und am Chorbogen Anna selbdritt und weibliche Heilige.
Der Hochaltar wurde 1763 von Johannes Trubmann aus dem Vinschgau geschaffen. Die Seitenaltäre stammen aus der Zeit um 1715, das Chorgestühl und die polygonale Kanzel entstanden um 1690.

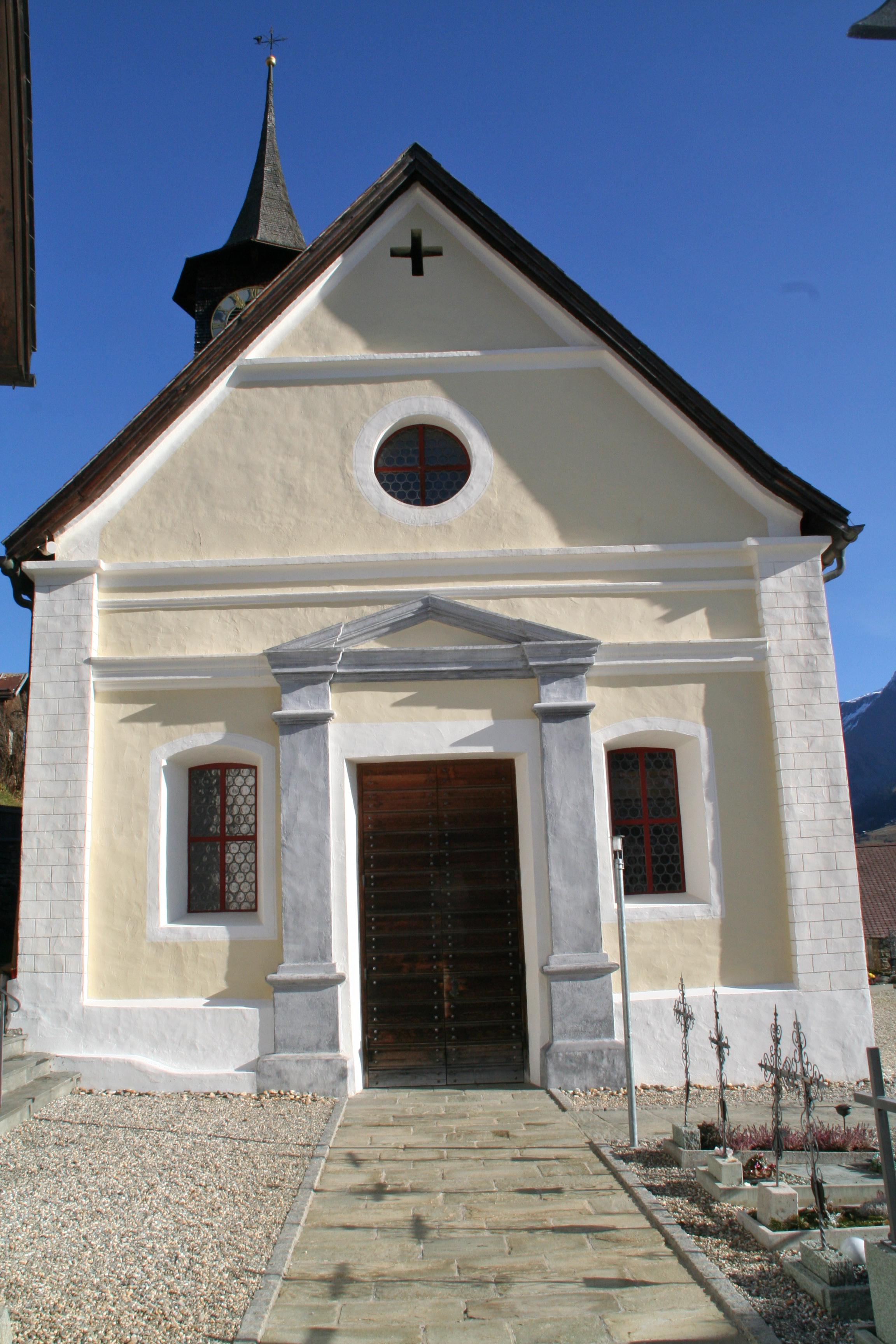
Eingang
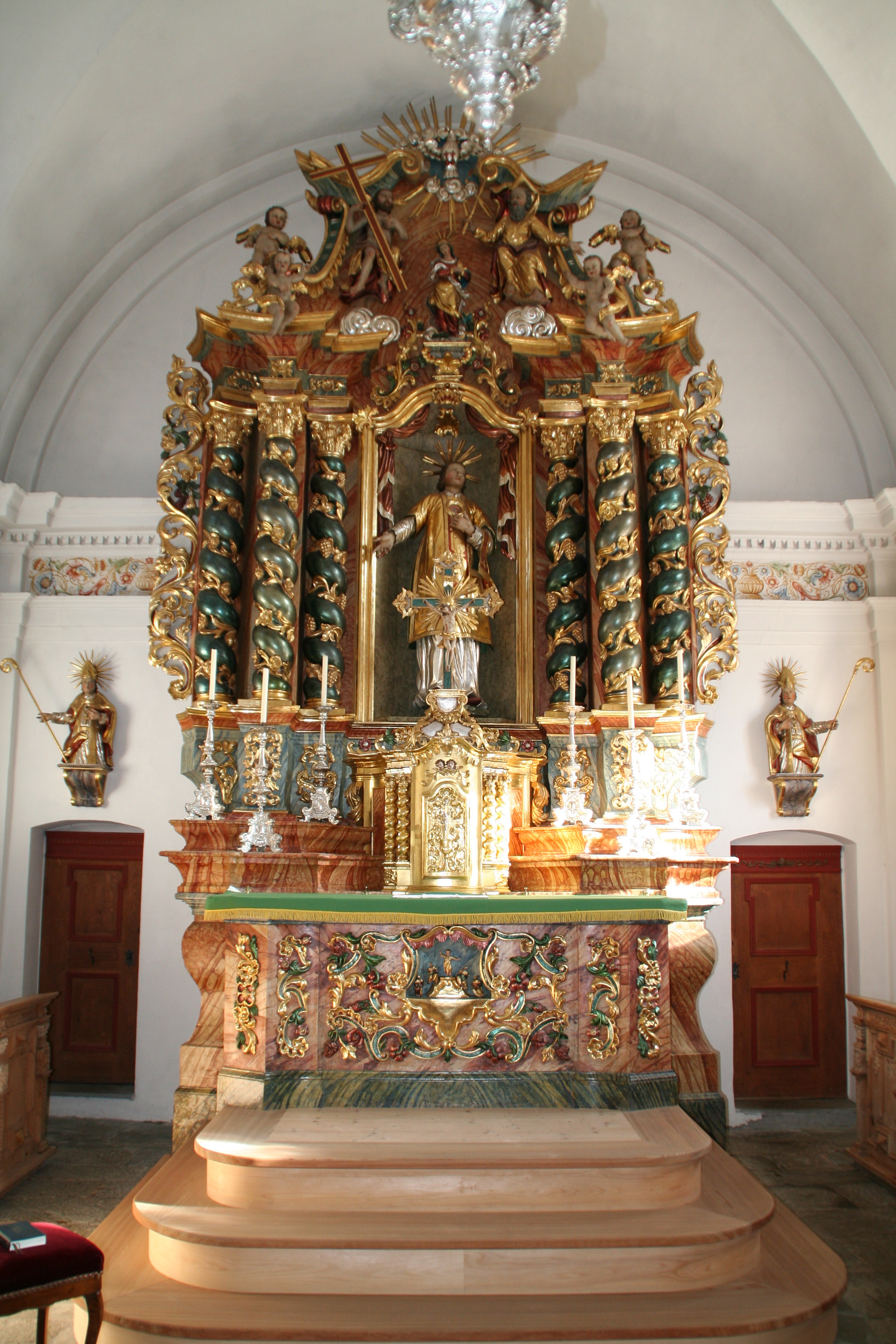
Hochaltar
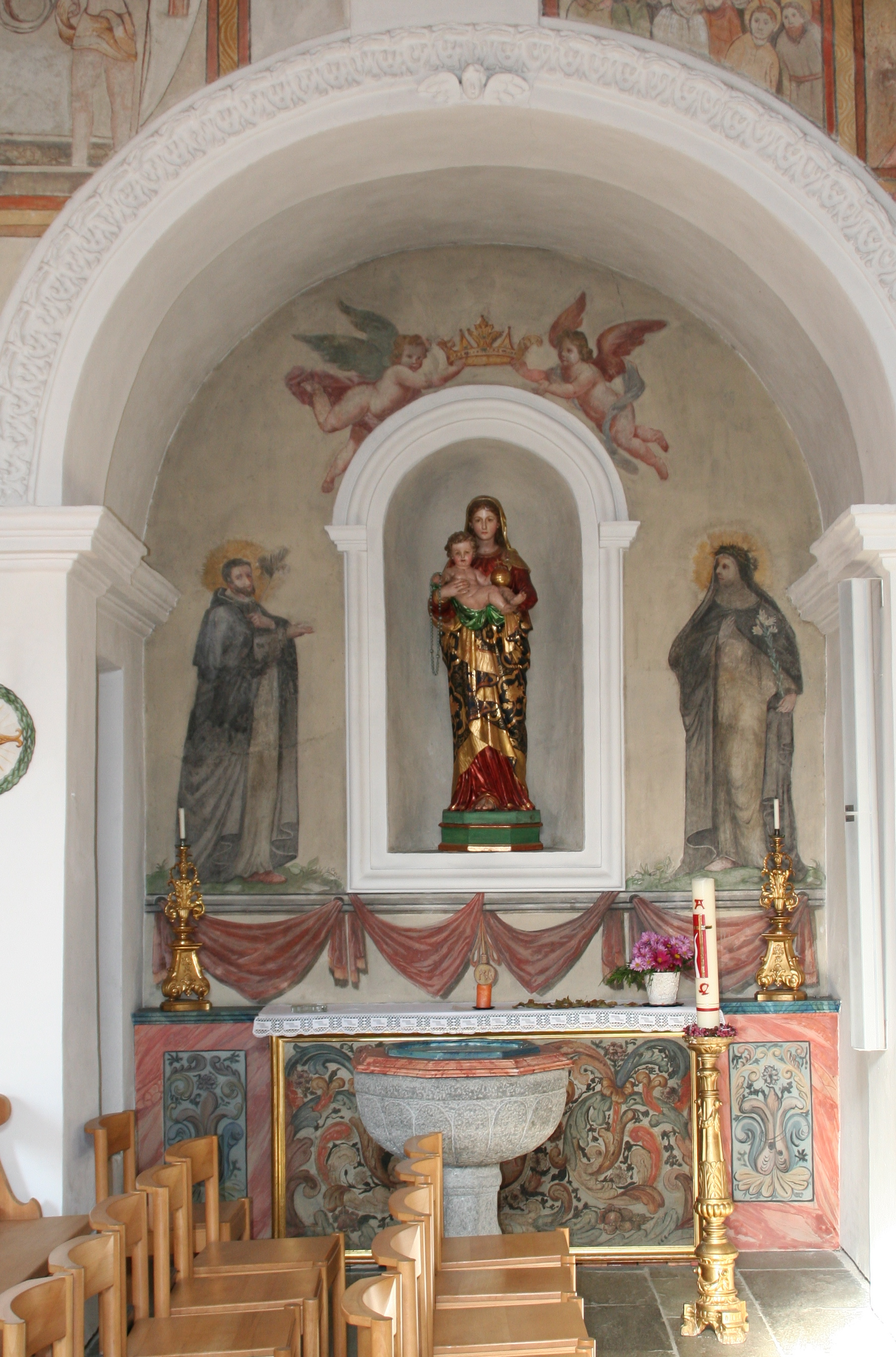
Seitenkapelle
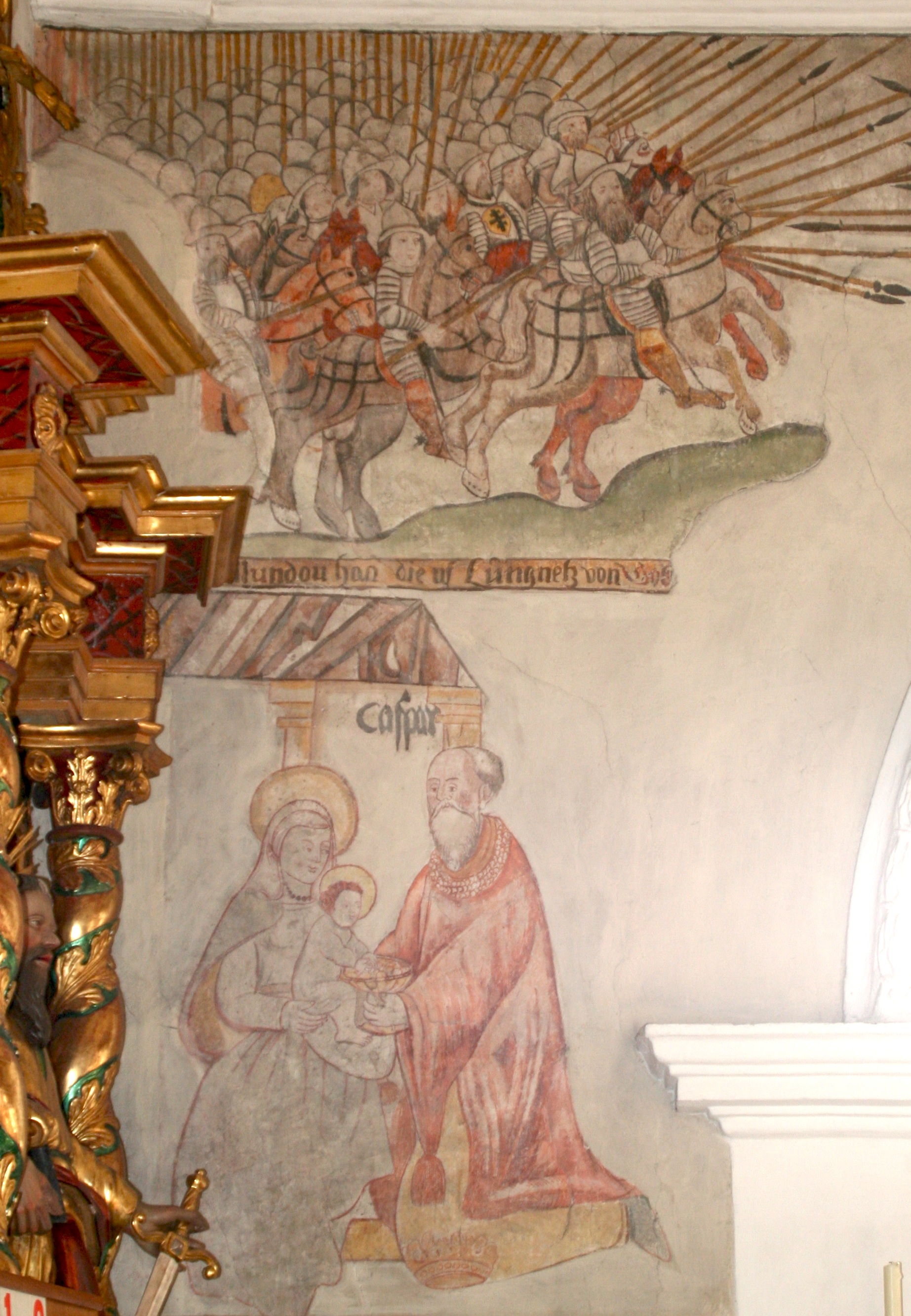
Wandbild an der Südseite
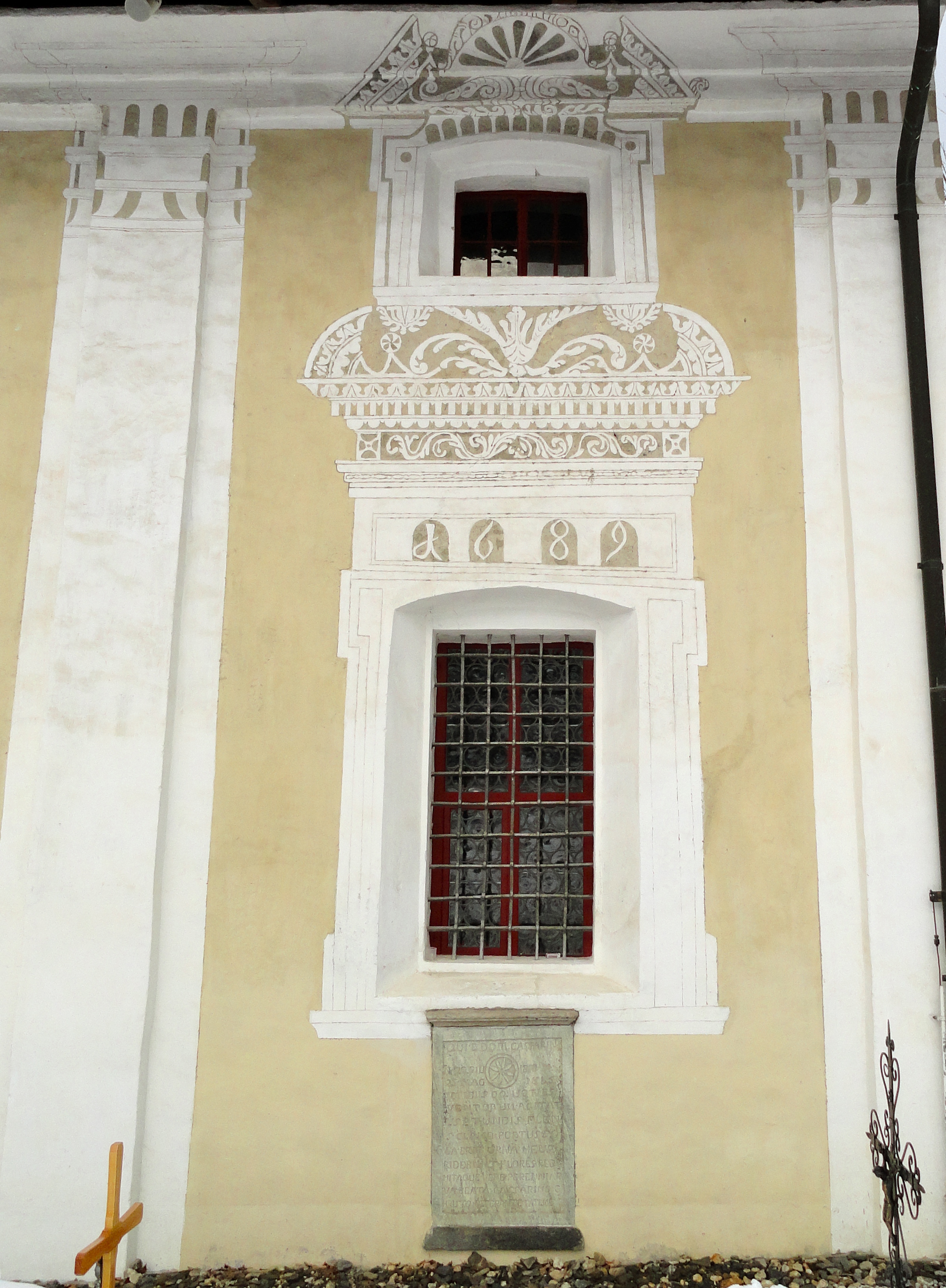
Südseite mit Sgraffiti

## Beinhaus

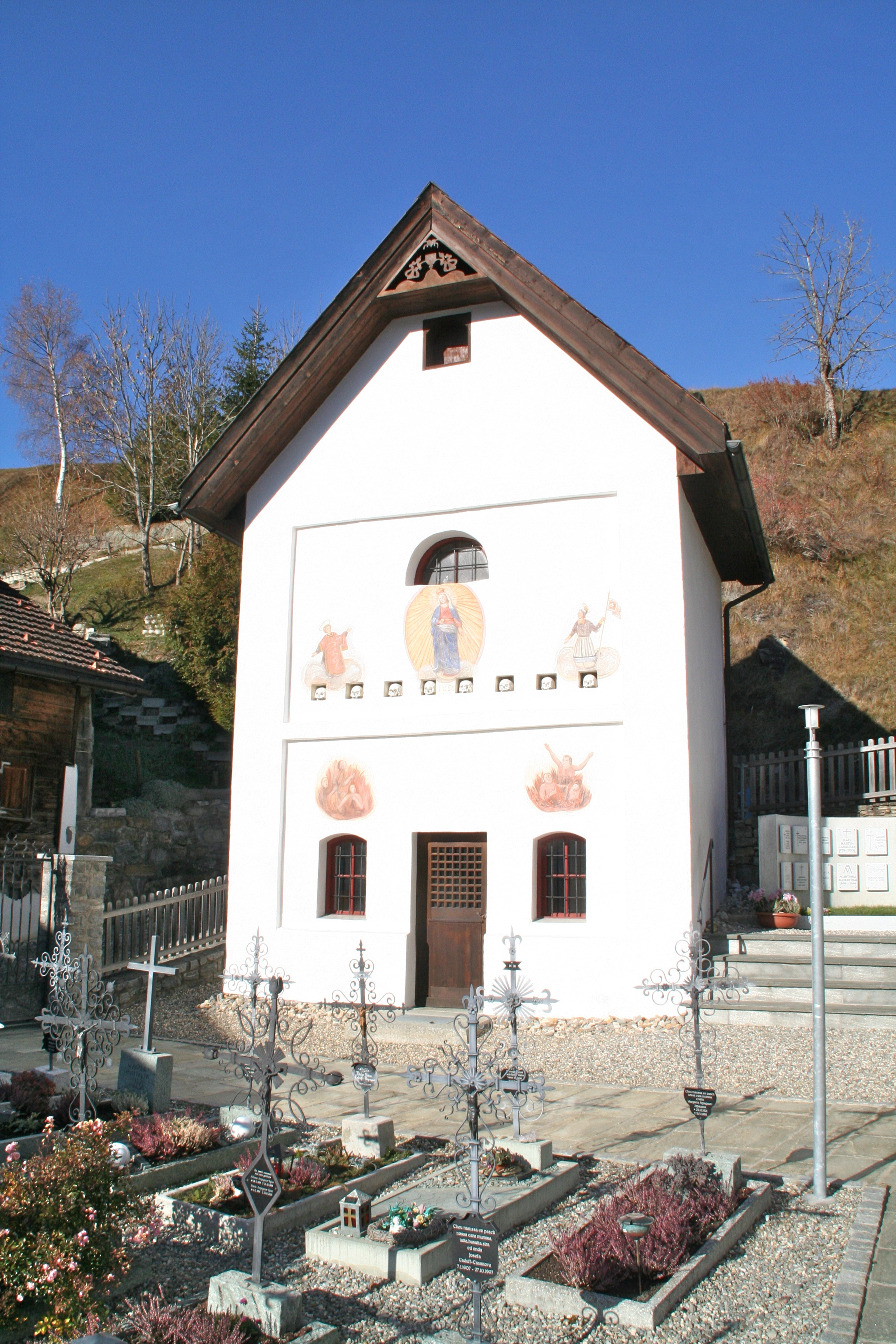
Beinhaus

Die Fassade des zweigeschossigen Beinhauses an der Nordwestecke des Friedhofs zeigt die Muttergottes zwischen den Heiligen Stephanus und Mauritius, darunter Fegefeuer. In einer Reihe acht würfelförmiger Nischen stehen Totenschädel.

## Literatur

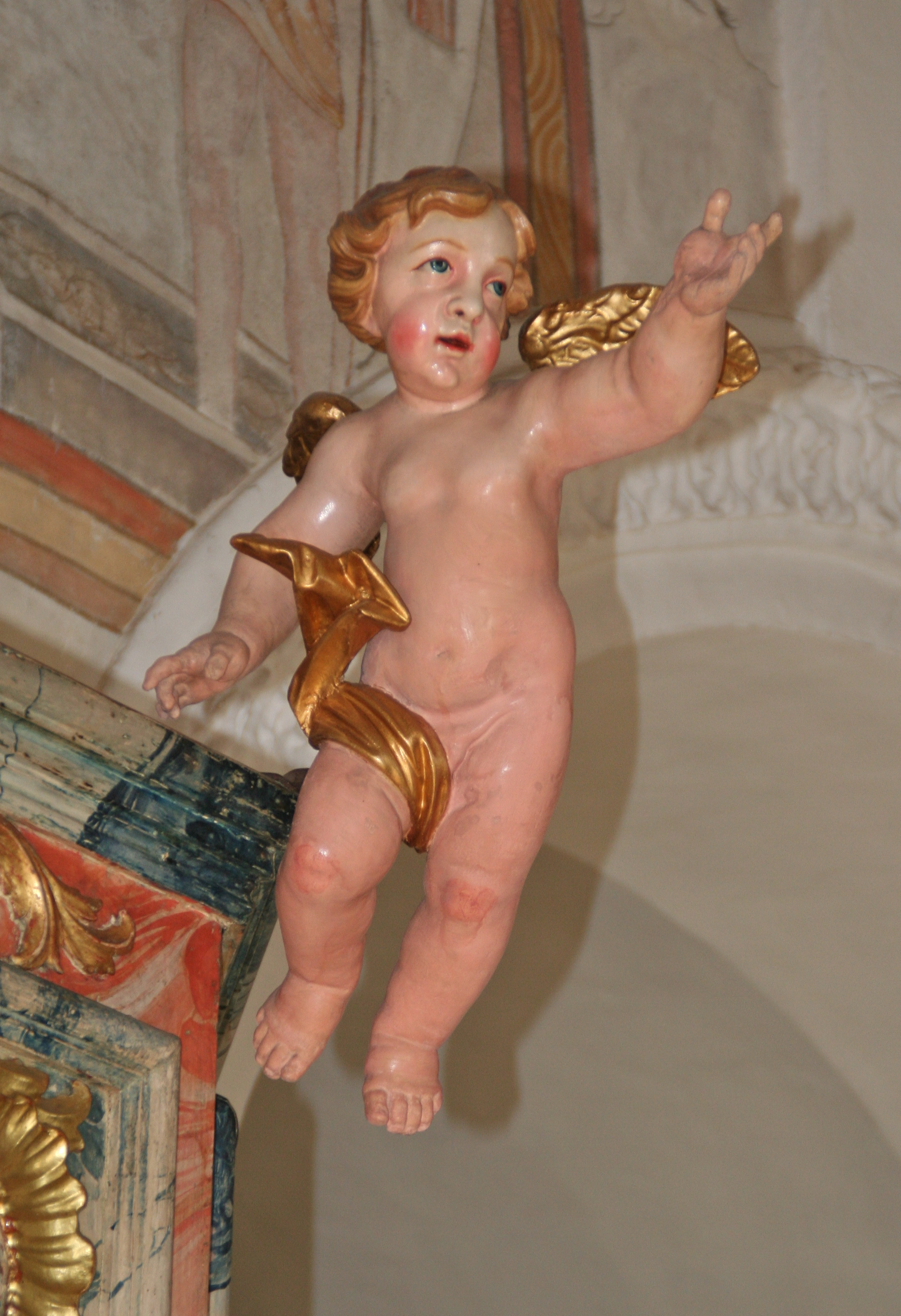
Putte an der Kanzel